# Disillusion (album)
Albums de Loudness
The Law of Devil's Land
(1983) Thunder in the East
(1985)
Disillusion est le 4e album studio du groupe de heavy metal japonais Loudness. L'album existe en version japonaise et anglaise.

## Liste des morceaux
Toutes les paroles sont écrites par Minoru Niihara, toute la musique est composée par Akira Takasaki.
| No  | Titre                   | Durée |
| --- | ----------------------- | ----- |
| A1. | Crazy Doctor            | 4:13  |
| A2. | Esper                   | 3:45  |
| A3. | Butterfly               | 5:12  |
| A4. | Revelation              | 4:19  |
| B1. | Exploder                | 2:29  |
| B2. | Dream Fantasy           | 4:34  |
| B3. | Milky Way               | 4:17  |
| B4. | Satisfaction Guaranteed | 3:39  |
| B5. | Ares' Lament            | 5:50  |

## Composition du groupe
- Minoru Niihara - chants
- Akira Takasaki - guitare
- Masayoshi Yamashita - basse
- Munetaka Higuchi - batterie